# Eenhana
Eenhana est la capitale de la région d'Ohangwena, au nord de la Namibie, à la frontière avec l'Angola.

## Population
Lors du recensement de 2001, Eenhana comptait 3 971 habitants.
Les missionnaires allemands et finlandais – Société des missions finlandaise – ont exercé une forte influence sur la région. 70 % des habitants d'Eenhana sont luthériens. Dans les années 1920, une très belle église y a été construite.